# Lotto 6/49
 (janvier 2021).
Le contenu est difficilement compréhensible vu les erreurs de traduction, qui sont peut-être dues à l'utilisation d'un logiciel de traduction automatique.
Lotto 6/49 est l'un des trois jeux nationaux de la loterie au Canada.

## Historique
Lancé le 12 juin 1982, le Lotto 6/49 a été le premier jeu de loterie à l'échelle nationale canadienne à permettre aux joueurs de choisir leurs propres chiffres. Des jeux, tels que l'Olympique de loterie, Loto Canada et Superloto sont utilisés en pré-numéros imprimés sur les billets. Lotto 6/49 a conduit à l'élimination progressive de ce type de jeu de loterie au Canada. Les numéros gagnants sont tirés par la Société de la loterie interprovinciale chaque mercredi et chaque samedi.
Comme le nom du jeu l'indique, six numéros sont tirés à partir d'un ensemble de 49 numéros. Si un billet contient les six numéros, un gros lot d'au moins 5 000 000 $ est gagné. Un certain nombre de bonus est également attitré, et si un joueur du billet correspond à cinq numéros et le numéro bonus[incompréhensible], il ou elle gagne le deuxième prix, qui est habituellement entre 100 000 $ et 500 000 $. Si plus d'un joueur gagne le premier ou le deuxième prix, le prix est partagé entre eux. Peu de prix sont également attribués si l'on correspond à au moins trois chiffres, ou deux numéros plus le numéro bonus. Si le gros lot n'est pas gagné, le gros lot augmente pour le prochain tirage.
Jusqu'à dix séries de chiffres peuvent être imprimées sur un billet, mais le nombre maximal autorisé varie entre juridictions. Par exemple, dans la Western Canada Lottery Corporation (en) (région incluant l'Alberta, la Saskatchewan, le Manitoba, les Territoires du Nord-Ouest, le Yukon et le Nunavut), pas plus de six lignes sont autorisées.
En juin 2004, le prix du billet du Lotto 6/49 a été augmenté, il passe alors à 2 $ dans le but d'offrir de plus gros prix. Le montant du gros lot a également été augmenté, il passe maintenant à 2 millions de dollars. Débutant avec le premier tirage le 18 septembre 2013, d'autres modifications ont été apportées au jeu : les prix des billets ont été augmentés à 3 $ par ligne, correspondant à deux chiffres maintenant le prix d'un billet pour le prochain tirage, et le jackpot minimum a été porté à 5 millions de dollars. En outre, une nouvelle garantie 1 million de dollars de la tombola de prix est remis lors de chaque tirage.[incompréhensible]

## Jouabilité
À partir du tirage du 14 septembre 2022, le jeu comprend deux éléments :
- Le "Tirage Classique", où six numéros sont tirés d'un ensemble de 49. Si un ticket correspond à tous les six numéros, un prix fixe de 5 millions de CA$ est remporté. Un numéro bonus est également tiré, et si le ticket d'un joueur correspond à cinq numéros et au numéro bonus, le joueur gagne le "deuxième prix", généralement entre 100 000 $ et 500 000 $. Si plus d'un joueur gagne le premier ou le deuxième prix, il est partagé entre eux. Des prix moindres sont également décernés si l'on correspond au moins à deux numéros[3],[4]. Jusqu'au tirage du 14 septembre 2022, le premier prix de ce tirage était le jackpot principal jackpot progressif, qui commençait à 5 millions de dollars et augmentait chaque fois qu'il n'était pas remporté[4].

- Le "tirage du prix garanti", organisé depuis le tirage du 18 septembre 2013[5], et connu depuis septembre 2022 sous le nom de "Tirage de la Boule d'Or", est un prix de tombola d'au moins 1 million de dollars qui est attribué lors de chaque tirage. Certains tirages (présentés comme un "Superdraw") offrent plusieurs prix secondaires de tombola[6].

Depuis le tirage du 18 septembre 2013, une seule ligne de six numéros coûte 3 $. Chaque ligne achetée comprend une participation au tirage du prix garanti, identifiée par un numéro de ticket; ce numéro doit être exactement correspondant et n'offre pas de prix secondaires pour des chiffres partiels correspondants.
À partir du tirage du 14 septembre 2022, le "Tirage de la Boule d'Or" remplace ce qui est maintenant le "Tirage Classique" comme le moyen par lequel le jackpot principal est décerné. Comme avant, un prix garanti de 1 million de dollars est décerné lors de chaque tirage. Cependant, au moins une fois tous les 30 tirages, un jackpot plus important sera attribué au hasard au gagnant du Tirage de la Boule d'Or,. Le jackpot commence à 10 millions de dollars, avec une chance sur 30 qu'il soit décerné. Si le jackpot n'est pas décerné, le jackpot augmentera de 2 millions de dollars lors du prochain tirage, et la probabilité de gagner le jackpot s'améliorera. Ces changements empêchent le jackpot principal d'augmenter sans limite pendant une durée indéfinie, ou d'être partagé entre plusieurs tickets.
Jusqu'en mai 2019, Lotto 6/49 et Lotto Max utilisaient une machine à loterie pour tirer les numéros gagnants. Depuis le 14 mai 2019, les deux jeux sont passés à l'utilisation d'un générateur de nombres aléatoires.

## Plus gros jackpots
Le plus gros record canadien de l'histoire de la loterie a été établi le 17 octobre 2015 pour un jackpot de 64 millions de dollars. Le jackpot a été remporté par un billet acheté à Mississauga, en Ontario.
Le deuxième plus gros jackpot a été de 63,4 millions de dollars qui a été établi le 13 avril 2013.
La troisième plus grande cagnotte du Lotto 6/49 a été établie le 26 octobre 2005. Le seul billet gagnant, d'une valeur de 54,3 millions de dollars, a été acheté à Camrose en Alberta, par un groupe de 17 travailleurs d'une usine de pétrole et de gaz. Le jackpot de 54,3 millions de dollars a été initialement estimé à 40 millions de dollars, mais en raison de la rapidité de vente créée par la fièvre de la loterie à travers le pays, le jackpot a augmenté à 54,294 712 $. Une somme estimée à 99,4 millions de dollars de billets ont été vendus[incompréhensible][réf. nécessaire]. Il a été dépassé comme le deuxième plus grand canadien jackpot de la loterie dans l'ensemble, en juillet 2015 par un Lotto Max dessiner avec un $55 millions de jackpot.[incompréhensible]
La quatrième plus grande cagnotte du Lotto 6/49 a été d'une valeur de 50,3 millions de dollars, a été établie le 21 février 2009. Il y avait quatre billets gagnants : trois en Ontario et une au Québec.[réf. nécessaire]
La plus grande cagnotte du Lotto 6/49, (quand les billets coûtaient 1 $ par jeu), était de 26,410 706 $ le 2 septembre 1995.[réf. nécessaire]

## Organisation
Le jeu régional est appelé Extra, Tag ou Encore en fonction de la région. ce qui ajoute 6 ou 7 chiffres pour le billet avec un premier prix de 100 000 $ si tous les six chiffres correspondent ou 250 000 $ à 1 000 000 $, selon la région de sept-nombre de match (1 000 000 $ en Ontario ; de 500 000 $ au Québec ; 250 000 $ dans l'Ouest du Canada (Alberta, Saskatchewan, Manitoba et dans les territoires).
L'autre jeu régional est le 49 (appelé Atlantique 49, Québec 49, Ontario 49, Western 6/49 ou BC 49 en fonction de la région). Ce jeu est semblable à la Loto 6/49, mais avec un gros lot de 1 000 000 $ (2 000 000 $ pour BC 49, Western 6/49 et Québec 49). Dans certaines régions, un billet de 49 coûte 50 cents, tandis que dans d'autres régions, les billets sont vendus par groupe de 2 et coûte 1 $.